# Fremskrittspartiets Ungdom

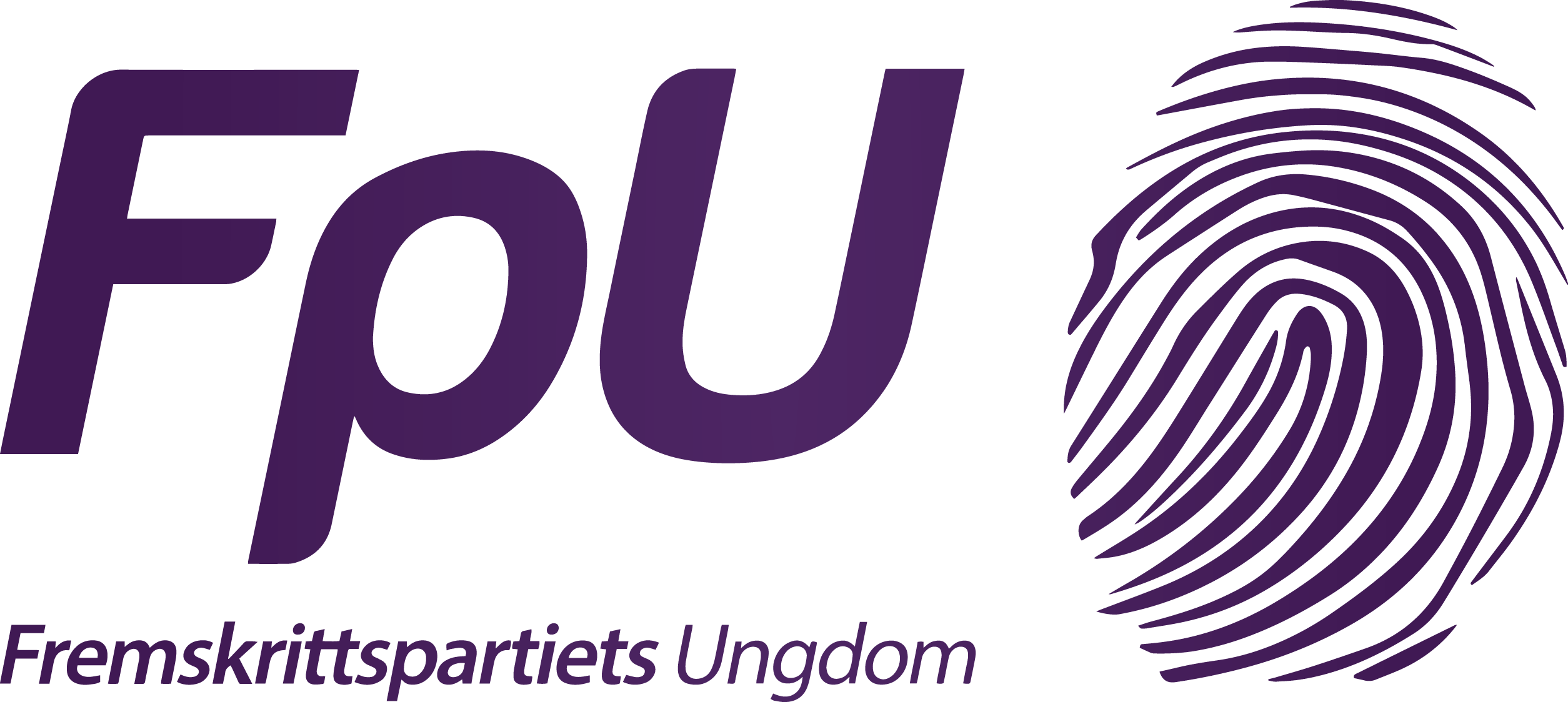
Logo

Die Fremskrittspartiets Ungdom (kurz FpU; nynorsk: Framstegspartiets Ungdom; deutsch: Jugend der Fortschrittspartei) ist die Jugendorganisation der norwegischen Partei Fremskrittspartiet (FrP). Seit April 2022 ist Simen Velle Vorsitzender der Organisation.

## Geschichte
Die Parteijugend wurde 1978 gegründet und erster Vorsitzender wurde Peter N. Myhre. Bei den sogenannten Schulwahlen konnte die FpU mehrfach die meisten Stimmen erreichen, so etwa im Jahr 2009. Ende 2016 hatte sie nach eigenen Angaben 2081 zahlende Mitglieder. Die Zahl der aktiven Mitglieder soll von 2010 bis 2020 von 1978 auf 855 gesunken sein.

## Positionen
Die FpU hat in vielen Bereichen eine liberalere Einstellung als ihre Mutterpartei und will, dass der Staat möglichst wenig bestimmen sollte. Im Bereich der Steuerpolitik setzt sich die FpU für eine Senkung der Abgaben und Steuern ein, wobei die fehlenden Einnahmen durch einen Rückbau der staatlichen Aufgaben kompensiert werden soll.
Die Organisation tritt außerdem für eine strengere Einwanderungspolitik und den Ausbau des norwegischen Straßennetzes und der Erdölförderung ein. Des Weiteren unterstützt sie die Schaffung einer dritten juristischen Geschlechtskategorie.

## Bekannte Vorsitzende
- 1978–1984: Peter N. Myhre, späterer Storting-Abgeordneter und Bürgermeisters Oslos[11]
- 1987–1990: Tor Mikkel Wara, späterer Justizminister
- 1994–1995: Ulf Leirstein, späterer Storting-Abgeordneter
- 1996; 1998–1999: Anders Anundsen, späterer Justizminister
- 1999–2002: Bård Hoksrud, späterer Landwirtschaftsminister
- 2012–2014: Himanshu Gulati, späterer Staatssekretär und Storting-Abgeordneter